# Шляпино (Нижегородская область)
Шляпино — деревня в Ковернинском муниципальном округе Нижегородской области России. На данный момент заброшена.

## География
Деревня находится на северо-западе Нижегородской области, в зоне хвойно-широколиственных лесов, на правом берегу реки Большая Серга, на расстоянии приблизительно 15 километров (по прямой) к северо-востоку от Ковернина, административного центра округа. Абсолютная высота — 129 метров над уровнем моря.

### Климат
Климат характеризуется как умеренно континентальный, с относительно тёплым коротким летом и холодной продолжительной зимой. Среднегодовая температура — 2,7 °C. Средняя температура воздуха самого тёплого месяца (июля) — 17,9 °C (абсолютный максимум — 37 °C); самого холодного (января) — −12,3 °C (абсолютный минимум — −46 °C). Среднегодовое количество атмосферных осадков составляет 566 мм, из которых большая часть выпадает в тёплый период.

## Население[5]
Основана как починок в начале XVIII века. Название деревне дал случай, когда, согласно местной легенде, во время расчистки леса и сжигания хвороста у одного из жителей сгорела шляпа.
В 1884-1885 годах в починке Шляпино насчитывалось 29 дворов, проживали 93 мужчины, 108 женщин, русские. Жителям починка принадлежало 597, 0 дес. земли. Содержали 59 лошадей, 119 коров, 238 голов мелкого скота.
В 1924 году в деревне проживали 196 человек. В 1925 году насчитывалось 34 хозяйства, 205 человек, из них 85 мужчин и 120 женщин. В селении находился Шляпинской районный исполнительный комитет с 3 сотрудниками. Работала изба-читальня. В 1926 году значилось 42 двора. Занимались, в основном, земледелием и животноводством. Имелись водяная мельница и овчинная мастерская, которой владел З.Ф. Опа-лев.
В 1931 году был создан колхоз "Новая жизнь". В 1940 году в нем состояло 36 дворов, проживал 171 человек, русские. На фермах содержали 20 голов крупного рогатого скота, 9 свиней, 36 овец, 5 пчелосемей, 24 лошади. Из сельхозпостроек числились конюшня, коровник, свинарник, овчарня, 2 зернохранилища, картофелехранилище, зерносушилка, крытый ток.
В годы Великой Отечественной войны на фронт был призван 31 человек, 14 погибли. В 1950 году деревня вошла в состав укрупненного колхоза "Новая жизнь", в дальнейшем — в состав колхоза "Путь к коммунизму", совхоза "Россия". Указом Президиума Верховного Совета МАССР от 5 апреля 1973 года деревня Шляпино Зашижемского сельсовета была исключена из учетных данных.
| 1884-1885 | 1924 | 1925 | 1940 | 1945 | 2024 |
| --------- | ---- | ---- | ---- | ---- | ---- |
| 201       | 196  | 205  | 171  | ~155 | 0    |

## Достопримечательности
В деревне есть церковь имени Петра и Павла, которая была построена в 1903. Сейчас церковь не действует и находится в аварийном состоянии.